# Circuito Brasileiro de Voleibol de Praia Sub-23
Campeonato Brasileiro de Voleibol de Praia Sub-23 é o principal torneio de Vôlei de praia nacional na categoria Sub-23 , também denominado como Circuito Brasileiro Banco do Brasil Sub-23 ou CBBVP SUB 23 , disputada anualmente e organizada pela Confederação Brasileira de Voleibol (CBV) e supervisionada pela Unidade de Competições Praia (UCP).

## História
A competição foi criada no final do ano de 2011  e estreou na etapa de João Pessoa em março de 2012 e teve um total de seis etapas, visando fortalecer as categorias do Vôlei de Praia nacional rumo ao profissionalismo, teve a dupla Jô Gomes e Ramon Gomes campeões na variante masculina e Patrícia Wink e Carol Pereira no feminino.Em 2013 foi realizada apenas uma etapa inaugural de verão, disputada em Goiânia e vencida por Jô Gomes e Ramon Gomes no masculino e por Sandressa Miranda e Fabrine Conceição no feminino; mas na temporada regular, na qual foi preservada a mesma quantidade de etapas da primeira edição, vencida por Sandressa e Fabrine, sendo que no masculino os vencedores foram Anderson Melo e Léo Vieira
Até o ano de 2016  disputado por doze duplas em cada variante e os campeões são definidos pelo somatório de pontos acumulados em cada etapa e o formato de cada etapa do CBBVP SUB 23 ocorreu com a realização do Torneio Qualifying no primeiro dia de competição,  já no segundo dia  ocorreu o Torneio Principal ,no qual ocorrem as partidas válidas pela fase classificatória e quartas de final;  e no terceiro dia realizou-se a fase final (semifinais, disputas de terceiro lugar e finais)  também válidas pelo Torneio Principal